# Kristi begråtande
För andra betydelser, se Kristi begråtande (olika betydelser).
Kristi begråtande eller Den döde Kristus och tre sörjande (italienska: Cristo morto nel sepolcro e tre dolenti) är en målning av den italienske renässanskonstnären Andrea Mantegna. Den utfördes omkring 1483 och ingår sedan 1824 i Pinacoteca di Breras samlingar i Milano. 
Mantegna främsta färdighet är hans användning av illusionistiska perspektiv som bjuder in betraktaren i bilden. I Kristi begråtande står betraktaren vid Kristi genomborrade fötter, som förefaller sticka ut ur tavlan, och som det nästan tycks gå att röra vid. Han ligger på en marmorskiva och framställs i dramatisk förkortning. Vid hans sida finns den sörjande aposteln Johannes som knäpper sina händer, Jungfru Maria som torkar sina tårar med en näsduk och i bakgrunden Maria från Magdala. 
Denna berömda renässansmålning tycks ha varit i konstnärens ägo vid hans död 1506. Den förvärvades därefter av familjen Gonzaga som 1628 sålde den till Karl I av England. Efter hans avrättning 1649 inköptes den av kardinal Jules Mazarin. Under 1700-talet var den försvunnen för att i början av 1800-talet dyka upp på konstmarknaden. Giuseppe Bossi bad då Antonio Canova agera ombud och lyckades förvärva tavlan som 1824 införlivades med Pinacoteca di Breras samlingar.